# 385695 Clete
(385695) 2005 TO74 ali (385695) 2005 TO74 je Neptunov trojanec v Lagrangeevi točki L4 (to pomeni, da je za okoli 60° pred Neptunom)

## Odkritje
Odkrila sta ga Scott S. Sheppard in Chadwick A. Trujillo leta 2005. Asteroid je poimenovan po Kleti (angleško Clete), ki je v grški mitologiji ena izmed Amazonk.